# Micropaon
Micropaon is een geslacht van rechtvleugeligen uit de familie veldsprinkhanen (Acrididae). De wetenschappelijke naam van dit geslacht is voor het eerst geldig gepubliceerd in 1984 door Descamps & Rowell.

## Soorten
Het geslacht Micropaon  is monotypisch en omvat slechts de volgende soort:
- Micropaon lucens (Descamps & Rowell, 1984)